# Джозеф, Сэмми
Сэмми Джозеф (англ. Sammy Joseph, род. 16 сентября 1979) — сентлюсийский шоссейный велогонщик.

## Карьера
В 2002 году летом принял участие в Играх Содружества, где выступил в индивидуальной и групповой гонках. А в конце осени участвовал на Играх Центральной Америки и Карибского бассейна в групповой гонке.
В 2010 году на чемпионате Сент-Люсии стал чемпионом в групповой гонке  и третьим в индивидуальной гонке.

## Достижения
2010
 Чемпион Сент-Люсии — групповая гонка
3-й на Чемпионат Сент-Люсии — индивидуальная гонка